# Ceraclea annulicornis
Ceraclea annulicornis là một loài Trichoptera trong họ Leptoceridae. Loài này được tìm thấy ở miền Cổ bắc và miền Tân bắc.